# Einheit 101

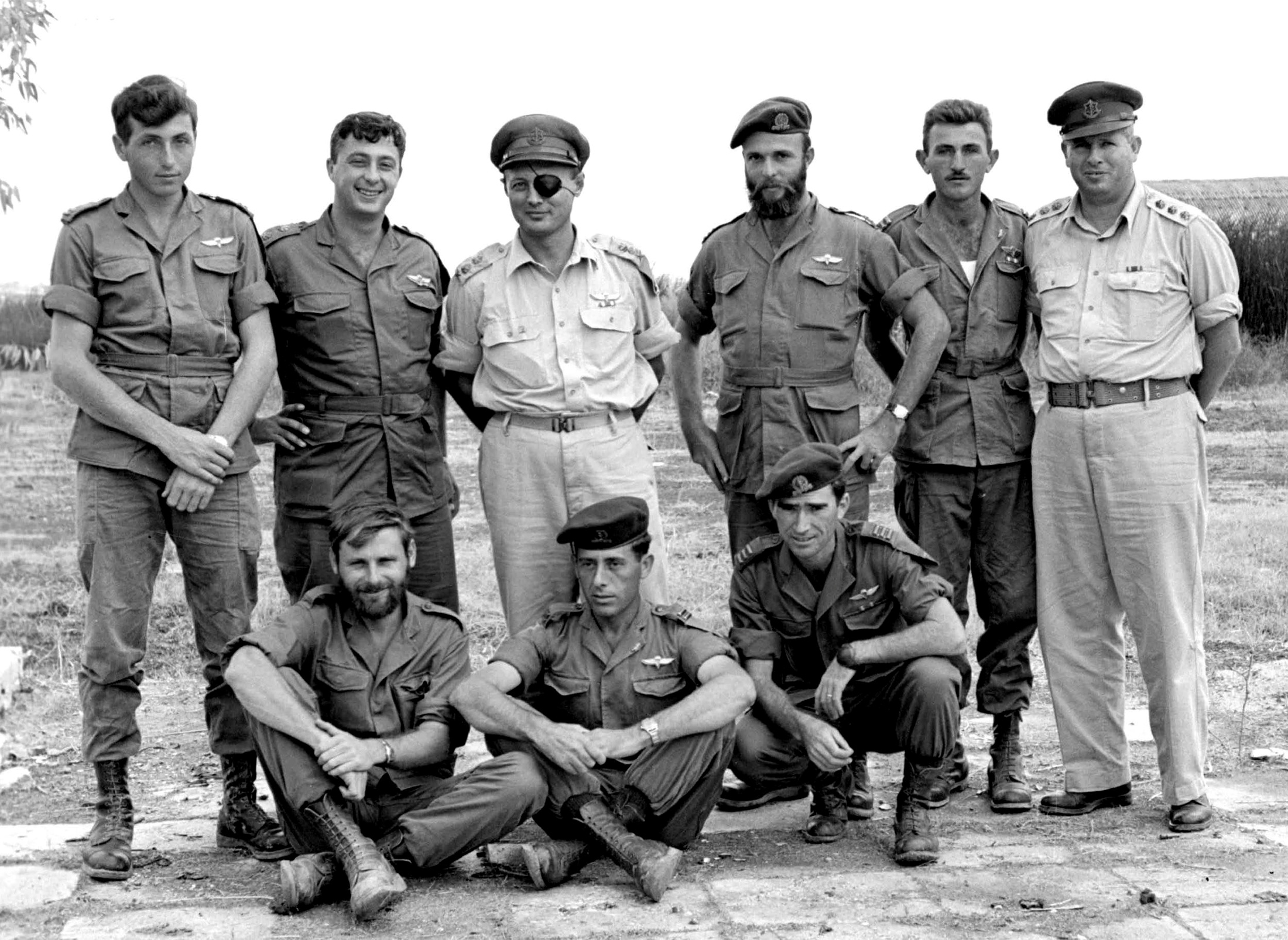
Mitglieder der Einheit 101 das 1954 in das Bataillon 890 eingegliedert wurde und Vorläufereinheit der Sajeret Matkal (1955). In der Mitte Mosche Dajan (mit Augenklappe), der Generalstabschef der Streitkräfte und spätere Außenminister.

Die Einheit 101 (hebräisch: יחידה 101;Jechida 101) war eine Eliteeinheit der israelischen Streitkräfte, die im August 1953 unter Ariel Scharon aufgestellt wurde.
Die Einheit bestand aus vierzig bis fünfzig speziell ausgebildeten Soldaten und führte insbesondere „Suchen und Zerstören“-Operationen gegen feindliche Ziele in den arabischen Nachbarstaaten aus. Daneben wurden aber auch Vergeltungsaktionen durchgeführt. Trotz ihrer umstrittenen Praxis gilt sie als Prototyp Israelischer Spezialeinheiten.

## Qibya-Massaker

Lage des Ortes Qibya in Cisjordanien nahe Jehud

Am 12. Oktober 1953 wurden bei einem Überfall von Jordaniern eine jüdische Mutter und ihre zwei Kinder in der Stadt Jehud getötet. Die israelische Regierung entschied, einen Vergeltungsschlag gegen das palästinensische Dorf Qibya nahe der Grünen Linie zu Israel durchzuführen. Dabei tötete die Einheit 101 69 Araber, darunter 42 Dorfbewohner; 45 Häuser, eine Schule und eine Moschee wurden zerstört. Diese Operation wurde als „Qibya-Massaker“ bekannt und international, wie auch in Israel und Jordanien umstritten.
Aufgrund dieser Aktion wurde im Januar 1954 die Selbständigkeit der Einheit 101 aufgehoben. Sie wurde ins Fallschirmjäger-Bataillon 890 integriert und nahm weiterhin an Vergeltungsangriffen gegen militärische Ziele als Teil der 202. Fallschirmjäger-Brigade teil.